# Mircea Bedivan
Mircea Bedivan (Constanţa, 8 de outubro de 1957) é um ex-handebolista profissional, medalhista olímpico.

## Títulos
- Jogos Olímpicos:
  - Bronze: 1984